# Ficus maroma
Ficus maroma är en mullbärsväxtart som beskrevs av Castellanos. Ficus maroma ingår i släktet fikonsläktet, och familjen mullbärsväxter. Inga underarter finns listade i Catalogue of Life.